# Шевченко (Дніпровський район)
Шевченко — селище в Україні, в Миколаївській сільській громаді Дніпровського району Дніпропетровської області. Населення за переписом 2001 року становить 904 особи.

## Географія
Селище Шевченко розміщене в степу на південний захід від Дніпра. Є його передмістям.
На півночі від селища розташоване село Нове, на заході — Долинське, на південь Пашена Балка, південний схід Сурсько-Литовське.
На захід від селища Шевченко розташований великий ставок, сад і піонерський табір.

## Населення

### Мова
Розподіл населення за рідною мовою за даними перепису 2001 року:
| Мова            | Кількість | Відсоток |
| --------------- | --------- | -------- |
| українська      | 789       | 87.28%   |
| російська       | 109       | 12.06%   |
| болгарська      | 2         | 0.22%    |
| білоруська      | 1         | 0.11%    |
| вірменська      | 1         | 0.11%    |
| німецька        | 1         | 0.11%    |
| інші/не вказали | 1         | 0.11%    |
| Усього          | 904       | 100%     |

## Релігія
У селищі розташований Храм Святого великомученика і цілителя Пантелеймона ПЦУ (вул. Садова, 22).